# Tom King
Tom King (Austrália, 8 de fevereiro de 1973) é um velejador australiano. campeão olímpico da classe 470.

## Carreira
Tom King representou seu país nos Jogos Olímpicos de 2000, na qual conquistou a medalha de ouro classe 470. 